# Gibraltar 1

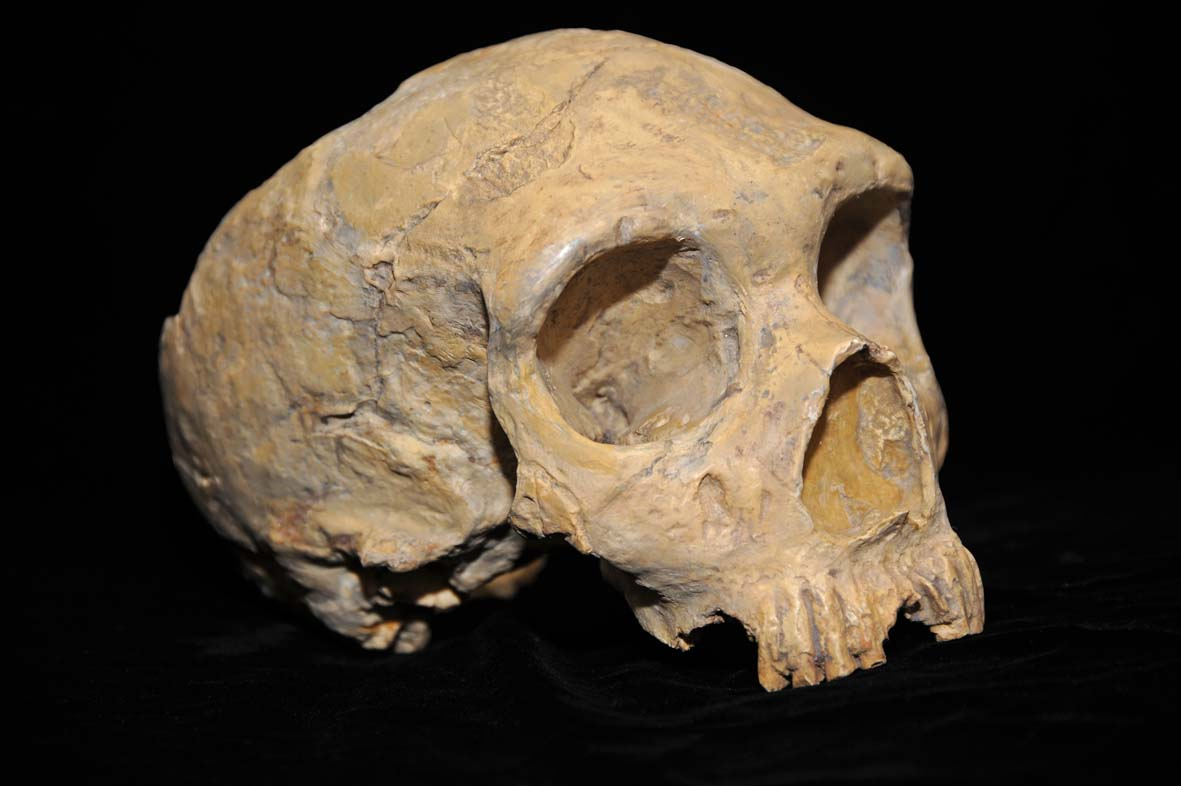
Der Neandertaler-Schädel Gibraltar 1

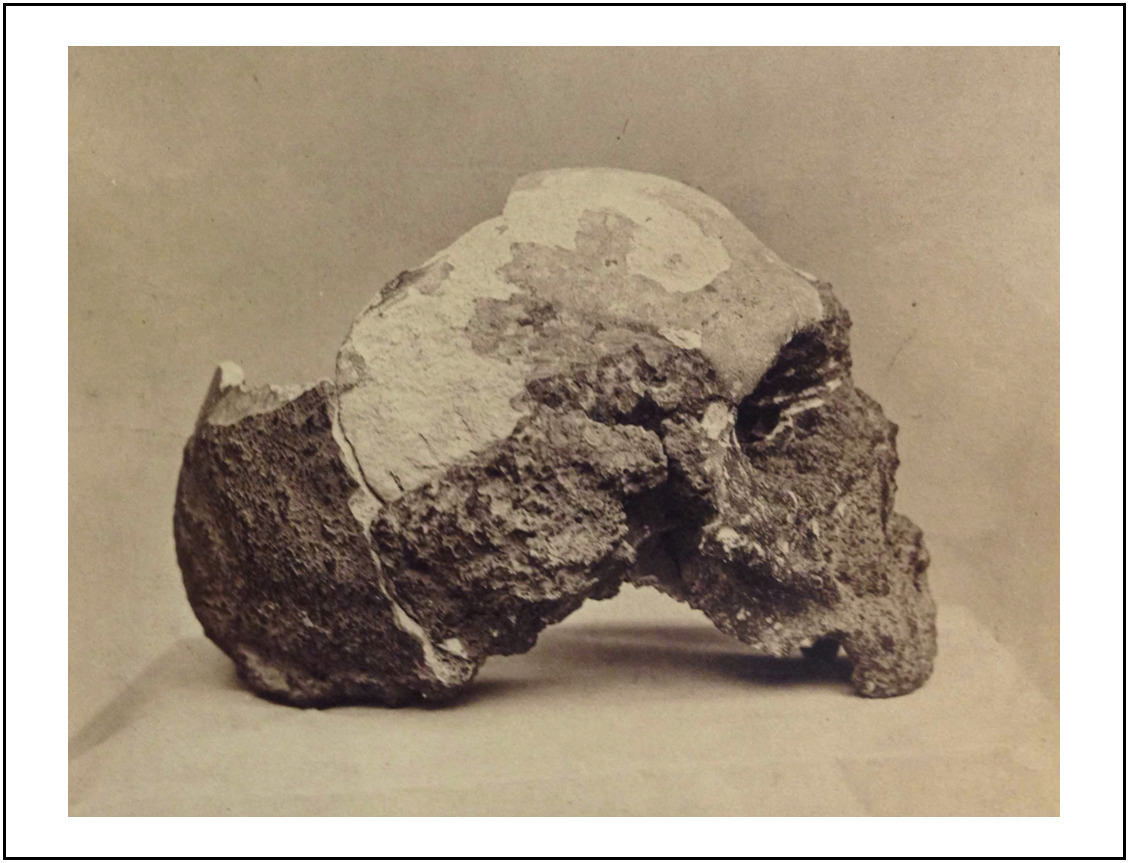
Der Schädel Gibraltar 1 vor dem Entfernen der Kalkkrusten

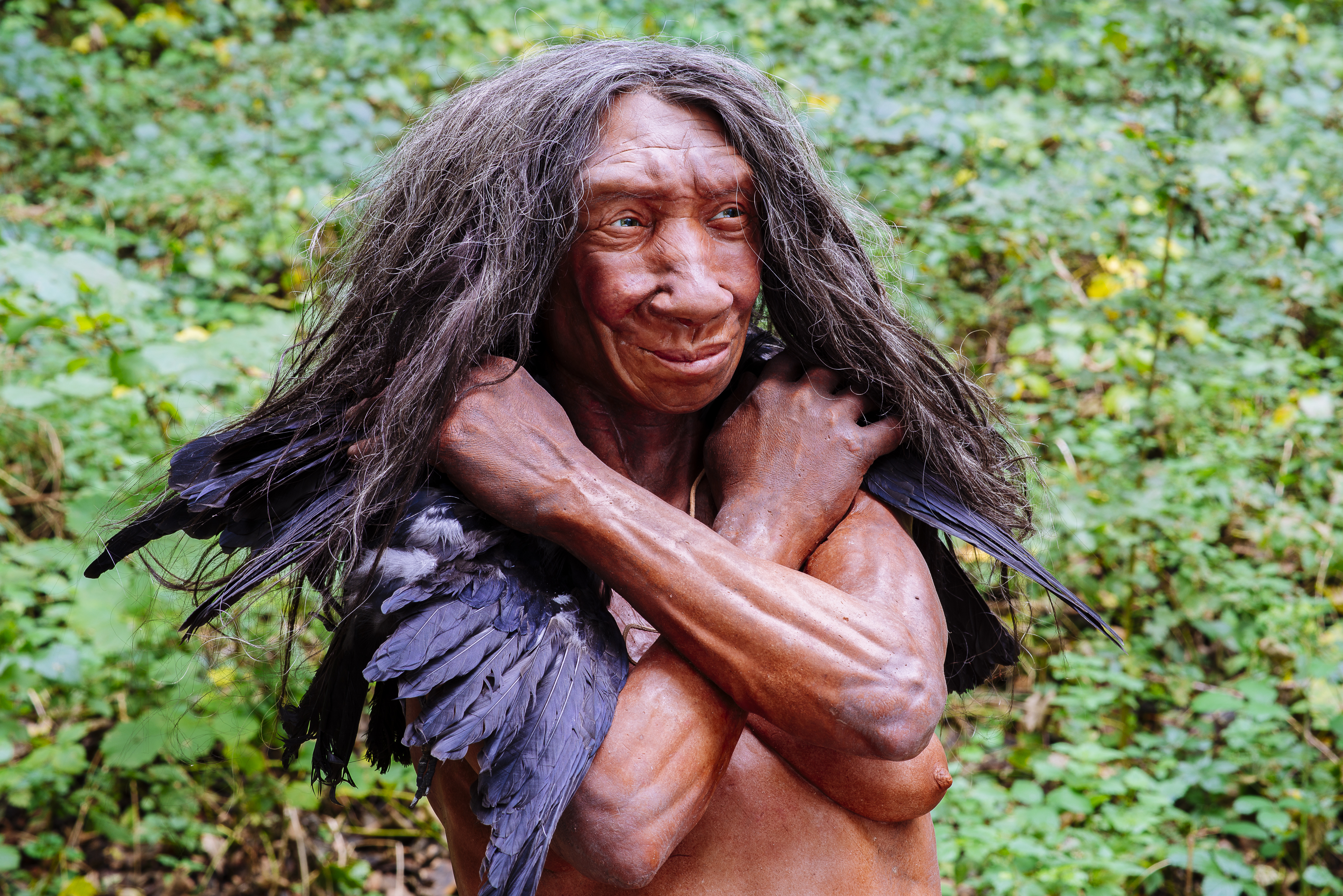
Lebens-Rekonstruktion der Frau „Gibraltar 1“ im Neanderthal Museum (Mettmann)

Gibraltar 1 ist die wissenschaftliche Bezeichnung für einen fossilen Schädel, der 1848 in einem Kalksteinbruch (Forbes’ Quarry) im Norden von Gibraltar entdeckt wurde. Das Fundstück wurde von George Busk erstmals im Juli 1864 wissenschaftlich beschrieben. Es ähnelte dem 1856 entdeckten, namensgebenden Fossil Neandertal 1 aus der Nähe von Düsseldorf so sehr, dass Busk den Gibraltar-Schädel – als zweiten unabhängigen Nachweis – der gleichen Art, Homo neanderthalensis, zuschrieb.

## Fundgeschichte
Die genauen Fundumstände und der Fundhorizont wurden Mitte des 19. Jahrhunderts nicht dokumentiert. Gesichert ist daher nur, dass der Schädel von einem Mitglied der britischen Streitkräfte, Leutnant Edmund Henry Réné Flint, der Gibraltar Scientific Society übergeben wurde. Sie dokumentierte den Eingang des Fundes unter dem Datum des 3. März 1848 und bewahrte ihn als Kuriosum in ihrer wissenschaftlichen Sammlung auf. 1862 besuchten George Busk und Hugh Falconer das britische Überseegebiet an der Südspitze der Iberischen Halbinsel und wurden auf den Schädel aufmerksam gemacht. Falconer benannte den Schädel 1864 Homo calpicus, abgeleitet von lat. Mons Calpe, dem römischen Namen für den Felsen von Gibraltar. Busk hingegen ordnete ihn 1864 der im Spätsommer des Vorjahres von William King in einem Vortrag vor der Geologischen Sektion der British Association for the Advancement of Science vorgeschlagenen Art Homo neanderthalensis zu. Busk veranlasste alsbald, dass der Schädel nach London gebracht und 1868 dem Royal College of Surgeons of England vorgestellt wurde. Seitdem befindet sich das Fossil in dessen Besitz, wurde aber 1955 dem damaligen British Museum (Natural History) als Leihgabe übergeben und wird heute im Natural History Museum in London verwahrt.
In seiner ersten Fundbeschreibung vom Juli 1864 in der in London publizierten Zeitschrift The Reader erwähnt Busk, dass ihm der Schädel von seinem Freund, Captain Brome, dem Direktor des Militärgefängnisses von Gibraltar, nach England geschickt worden sei. Er bescheinigt dem Fund aufgrund seines Aussehens und der anhaftenden Mineralien ein „enormes Alter“; der Schädel gleiche „in allen wesentlichen Details“, einschließlich der Stärke der Knochen, „dem weithin bekannten Neandertaler-Schädel.“ In mancherlei Hinsicht sei er sogar unendlich wertvoller („of infinitely higher value“) als dieser, weil er wesentlich vollständiger erhalten geblieben sei als das Fossil aus Deutschland. Zugleich hebt Busk hervor, der Fund aus Gibraltar beweise, dass die anatomischen Merkmale des namensgebenden Fossils Neandertal 1 keine individuellen Besonderheiten seien, sondern dass sie möglicherweise charakteristisch für eine Rasse waren, „die vom Rhein bis zu den Säulen des Herkules verbreitet war.“ Schließlich spottet er: „Was auch immer an den Ufern der Düssel [dem Fundort des Fossils Neandertal 1] passiert sein mag, selbst Professor Mayer wird kaum vermuten, daß sich ein rachitischer Kosak des Feldzuges von 1814 in den brüchigen Spalten des Felsens von Gibraltar verkrochen hatte.“ Busk spielte in diesem ironischen Kommentar darauf an, dass der deutsche Anatom August Franz Josef Karl Mayer, der „ein entschlossener Anhänger des christlichen Schöpfungsglaubens in seiner traditionellen Form“ war, das Fossil Neandertal 1 einem russischen Kosaken zugeschrieben hatte, der um 1813/14 in den Wirren der Befreiungskriege gegen Napoleon verstorben sei und bei dem sich die ausgeprägten Überaugenwülste aufgrund ständiger Sorgenfalten infolge seiner rachitisch verformten Beine gebildet hätten.
Da Busk nur unzureichende Kenntnisse auf dem Gebiet der vergleichenden Anatomie des Menschen besaß und daher auf die Zusammenarbeit mit Falconer angewiesen war, ließ Busk nach Falconers unerwartetem Tod im Januar 1865 die Arbeit an einer genauen Beschreibung des Schädels ruhen und griff sie nie wieder auf. Zudem blieb die Anerkennung der Neandertaler als Vorläufer des anatomisch modernen Menschen (Homo sapiens) noch jahrzehntelang umstritten, was beides dazu führte, dass der Gibraltar-Schädel wieder in Vergessenheit geriet.
Der Gibraltar-Fund von 1848 war nach dem bereits 1829 entdeckten Schädel Engis 2 das zweite der Fachwelt bekannte Fossil eines Neandertalers; beide wurden jedoch erst nach der wissenschaftlichen Beschreibung des Fossils Neandertal 1 (1857) als Neandertaler erkannt – Engis 2 sogar erst 1936. Wäre die Bezeichnung Homo calpicus nicht erst 1864, sondern einige Monate früher, vor dem August 1863, vorgeschlagen worden, wäre dies vermutlich – anstelle von Homo neanderthalensis und Neandertaler – gemäß den internationalen Regeln für die Zoologische Nomenklatur der heute noch gültige Name der fossilen „Gibraltarer“, da William King seinen Namensvorschlag Homo neanderthalenis erstmals im Verlauf der 33. Tagung der British Association for the Advancement of Science vorgetragen hatte, die im August und September 1863 in Newcastle upon Tyne stattgefunden hatte.

## Datierung
Auf der Website der Smithsonian Institution wird dem Schädel Gibraltar 1 ein Alter von 70.000 bis 45.000 Jahren zugeschrieben. 1997 wurde er erstmals als vermutlich einer Neandertaler-Frau zugehörig beschrieben, für die ein Körpergewicht von 50 bis 70 kg berechnet wurde. 2019 wurde die Diagnose „weiblich“ anhand von DNA-Merkmalen bestätigt. Zugleich wurden die erhalten gebliebenen DNA-Fragmente dahingehend interpretiert, dass die Neandertalerin engere verwandtschaftliche Merkmale mit zwei wesentlich älteren, rund 120.000 Jahre alten Neandertaler-Funden aus Belgien und Deutschland aufweist als mit einem annähernd gleich alten, rund 49.000 Jahre alten Fund aus Spanien.

## Gibraltar 2

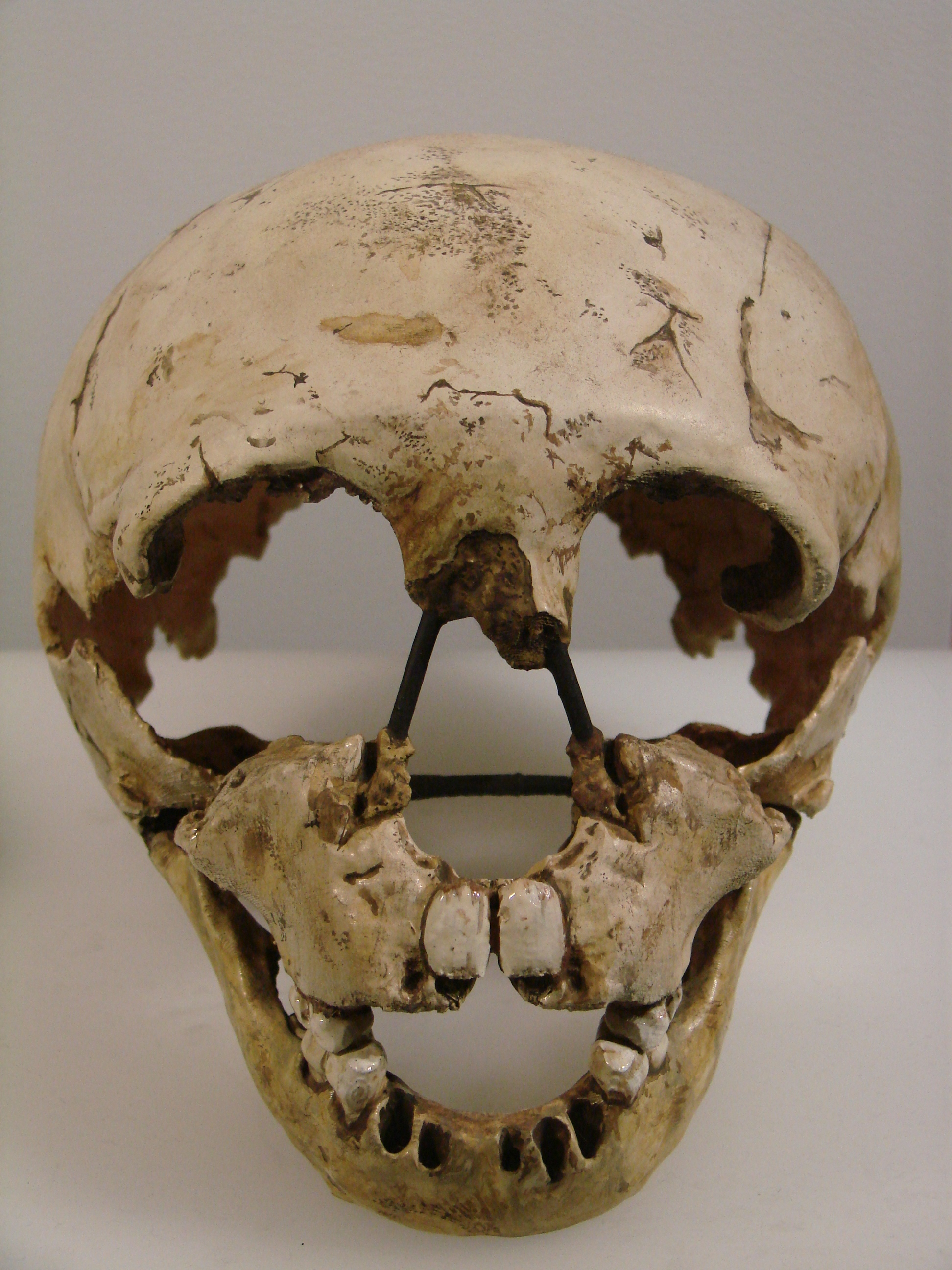
Der Kinderschädel Gibraltar 2

Im Jahr 1926 wurden Fragmente eines zweiten Schädels mit zugehörigem Unterkiefer entdeckt (Archivnummer: Gibraltar 2). 1986 wurden sie als Überreste eines Neandertaler-Kinds ausgewiesen, das im Alter von drei Jahren starb. Dieses Fossil wird auch als „Devil's Tower Child“ bezeichnet, benannt nach der Fundstelle, dem Abri Devil's Tower Mousterian rock shelter. Ihm wird ein Alter von 50.000 bis 45.000 Jahren BP zugeschrieben, und eine DNA-Analyse wies 2019 nach, dass das Kind ein Junge war.

## Belege
1. 1 2  George Busk: Pithecoid  Priscan  Man  from  Gibraltar. In: The Reader. A Review of Literature, Science, and Art. 23. Juli 1864 (Digitalisat).
2. ↑  George Busk: Pithecoid Priscan Man from Gibraltar. In: The Reader vom 23. Juli 1864 [deutsch: Affenähnlicher alter Mann aus Gibraltar; abgeleitet von griech. πίθηκος, altgr. ausgesprochen píthēkos („Affe“) und lat. priscus („alt“)]
3. ↑  Alex Menez: Custodian of the Gibraltar Skull: The History of the Gibraltar Scientific Society. In: Sciences History: Band 37, Nr. 1, 2018, S. 34–62, doi:10.17704/1944-6178-37.1.34
4. ↑  Eintrag Gibraltar 1 in Bernard Wood (Hrsg.): Wiley-Blackwell Encyclopedia of Human Evolution. Wiley-Blackwell, Chichester 2011, ISBN 978-1-4051-5510-6, S. 281.
5. ↑  Martin Kuckenberg: Lag Eden im Neandertal? Auf der Suche nach dem frühen Menschen. Econ Verlag, Düsseldorf 1997, ISBN 3-430-15773-0, S. 51.
6. ↑  Paige Madison: The Forgotten Fossil: The Wild Homo calpicus of Gibraltar. In: Endeavour. Band 40, Nr. 4, 2016, S. 268–270, doi: 10.1016/j.endeavour.2016.09.005
7. ↑  William King: On the Neanderthal Skull, or Reasons for believing it to belong to the Clydian Period and to a species different from that represented by Man. In: British Association for the Advancement of Science, Notices and Abstracts for 1863, Part II, London, 1864, S. 81 f., Digitalisat
8. ↑  Gibraltar 1 auf humanorigins.si.edu, zuletzt eingesehen am 9. Januar 2019
9. ↑   Edward P. F. Rose und Christopher B. Stringer: Gibraltar woman and Neanderthal Man. In: Geology Today. Band 13, Nr. 5, 1997, S. 179–184, doi:10.1046/j.1365-2451.1997.00010.x
10. ↑  Thorolf Hardt et al.: Safari zum Urmenschen. Die Geschichte der Menschheit entdecken, erforschen, erleben. E. Schweizerbart’sche Verlagsbuchhandlung, Stuttgart 2009, S. 133 u. 135 (= Kleine Senckenberg-Reihe, Band 31), ISBN 978-3-510-61395-3.
11. 1 2 3   Lukas Bokelmann, Mateja Hajdinjak, Stéphane Peyrégne et al.: A genetic analysis of the Gibraltar Neanderthals. In: PNAS. Online-Vorabveröffentlichung vom 15. Juli 2019, doi:10.1073/pnas.1903984116
12. ↑  M. Christopher Dean, Christopher B. Stringer und Timothy G. Bromage: Age at death of the Neanderthal child from Devil's Tower, Gibraltar and the implications for studies of general growth and development in Neanderthals. In: American Journal of Physical Anthropology. Band 70, Nr. 3, 1986, S. 301–309, doi:10.1002/ajpa.1330700305
13. ↑  Frank Spencer (Hrsg.): History of Physical Anthropology. Garland, New York/London 1997, ISBN 0-8153-0490-0, S. 437.

Koordinaten: 36° 8′ 0″ N, 5° 21′ 0″ W